# Stanislav Grof
Stanislav Grof (født 1. juli 1931) er en tjekkisk psykiater, der betragtes som en af grundlæggerne af den transpersonlige psykologi. Han er desuden forsker i særlige bevidsthedstilstande ud fra et mål om at kunne opnå indsigt i og helbrede den menneskelige psyke. Herunder er han kendt for at have udviklet en særlig åndedrætsmetode kaldet holotropisk åndedrætsterapi. De senere år har han fået opmærksomhed i forbindelse med den stigende videnskabeliggørelse af psykedelia.